# Philocaenus jinjaensis
Philocaenus jinjaensis är en stekelart som beskrevs av Van Noort 1994. Philocaenus jinjaensis ingår i släktet Philocaenus och familjen fikonsteklar.
Artens utbredningsområde är Uganda. Inga underarter finns listade i Catalogue of Life.